# CK Hutchison Holdings
CK Hutchison Holdings Limited es un conglomerado multinacional con sede en Hong Kong y registrado en las Islas Caimán. La empresa se formó en marzo de 2015 mediante la fusión de Cheung Kong Holdings y su principal empresa asociada, Hutchison Whampoa. Es conocida por sus cinco negocios principales: puertos y servicios relacionados, comercio minorista, infraestructura, energía y telecomunicaciones, que opera en más de 50 países.

## Valores en cartera
La compañía posee participaciones sustanciales en negocios en una serie de industrias. Varias filiales también poseen participaciones en sus empresas hermanas.

### Telecomunicaciones
- 3 Group Europe: opera redes de telefonía móvil de 3 marcas en Austria, Dinamarca, Irlanda, Italia, Suecia y Reino Unido.
- Hutchison Asia Telecom Group: opera redes de telefonía móvil en Indonesia, Sri Lanka y Vietnam.
- Hutchison Telecommunications Hong Kong Holdings (66.09%): opera redes de telefonía móvil de 3 marcas en Hong Kong y Macao.
- TPG Telecom Limited: la tercera empresa de telecomunicaciones más grande de Australia (22.01%)[3]
- Wind Tre: opera redes de telefonía móvil, DSL y fibra en Italia.

### Infraestructura
- CK Infrastructure Holding (75,67%):[4] posee varias empresas de infraestructura en todo el mundo.
  - Eversholt Rail Group
  - Australian Gas Networks
  - UK Power Networks
  - Northern Gas Networks
  - Northumbrian Water Group
  - Hutchison Water
  - Park 'N Fly Airport Parking
  - Wales & West Utilities
  - Power Assets Holdings (38.87%)
    - Hongkong Electric Company: la participación minoritaria del 33,37% se mantiene a través de Power Assets Holdings.[5]

### Puertos
- Hutchison Port Holdings
- Fideicomiso de Hutchison Port Holdings[6]

### Venta minorista
- A.S. Watson Group (75%):[7] grupo minorista de salud y belleza, con subsidiarias en todo el mundo.
  - Watsons
  - ParknShop
  - Superdrug
  - The Perfume Shop
  - Savers Health & Beauty
  - Kruidvat
  - trekpleister
  - Greene King

### Energía
- Husky Energy (40.2%): compañía energética canadiense.

### Otro
- Chi-Med (48.15%)
- CK Life Sciences (45.32%)
- TOM Group (36.13%)
- Metro Broadcast Corporation
- AlipayHK: empresa conjunta con el grupo Ant Alibaba.

## Liderazgo experimentado

### Lista de presidentes
1. Li Ka-shing (1950–2018)
2. Victor Li (2018)

### Lista de asesores senior
1. Li Ka-shing (2018)